# Netzwerkschnittstelle
Eine Netzwerkschnittstelle ist eine Schnittstelle, die einem Computer oder einer Netzwerkkomponente den Zugang zu einem Rechnernetz ermöglicht. Umgangssprachlich wird sie auch Port oder Netzwerkanschluss genannt. Heute sind sie häufig auf der Hauptplatine von PCs integriert.
Eine typische Netzwerkschnittstelle für PCs ist eine der Varianten des Ethernet-Standards. Sie bietet einen Netzwerkanschluss, meist in Form einer RJ-45-Buchse, an die ein Twisted-Pair-Kabel angeschlossen wird. Ältere Netzwerkkarten haben auch noch einen BNC-Anschluss. Ein Anschluss für Lichtwellenleiter ist ebenfalls möglich. Auch der Netzwerkanschluss eines Modems oder einer ISDN-Karte ist eine Netzwerkschnittstelle.
Neben physischen Netzwerkschnittstellen sind auf Netzwerkkomponenten oder Endgeräten auch logische Netzwerkschnittstellen konfigurierbar. Diese werden dann beispielsweise benötigt, wenn das Gerät Teilnehmer mehrerer logischen Netze (VLANs) ist, welche über eine einzige physikalische Netzwerkschnittstelle herangeführt werden.
Eine drahtlose Netzwerkschnittstelle (auch Funkschnittstelle oder physikalisch falsch Luftschnittstelle genannt) ermöglicht die Verbindung mit einem WLAN oder Mobilfunknetz.
Damit ein Endgerät Zugriff auf ein Netzwerk bekommt, reicht in der Regel eine einzelne Netzwerkschnittstelle. Andere Komponenten in einem Netzwerk benötigen dagegen mehrere Netzwerkschnittstellen. Eine Bridge hat mindestens zwei Netzwerkschnittstellen, da damit mehrere Netzwerksegmente miteinander verbunden werden. Ebenso haben Hubs und Switches mehrere Netzwerkschnittstellen. Auch Router verfügen in der Regel über mehr als eine Schnittstelle; vermittelt der Router dagegen Daten ausschließlich zwischen virtuellen Netzen, kann dies über eine einzige Schnittstelle erfolgen („Router-on-a-stick“).
Eine Netzwerkschnittstelle kann auch eine Software sein, die dem Computer den Zugang zu einem Rechnernetz ermöglicht, zum Beispiel ein Gerätetreiber.